# Stadtmuseum Lahr

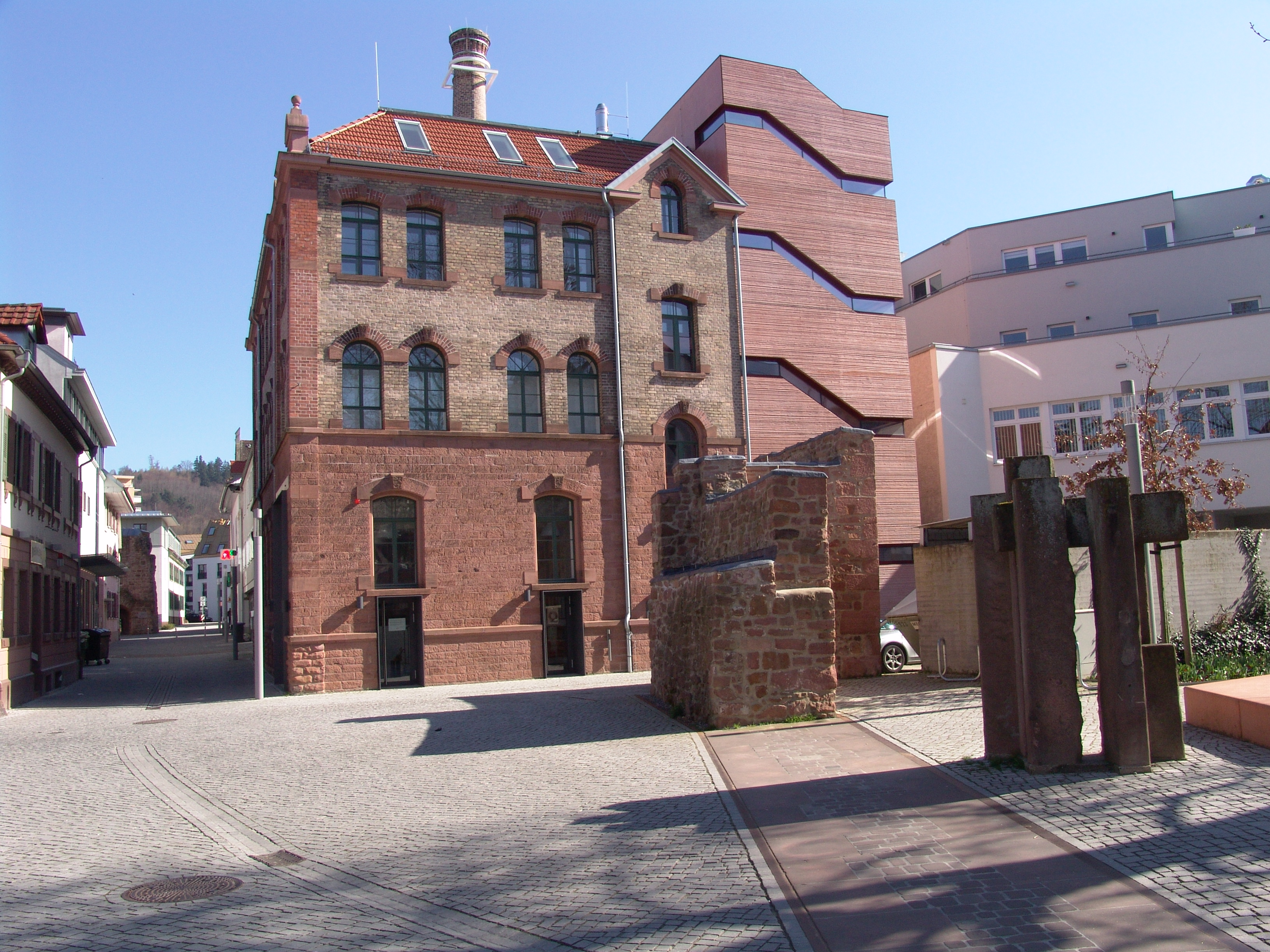
Das Stadtmuseum Lahr Tonofenfabrik (2020)

Das Stadtmuseum in Lahr/Schwarzwald wurde in einer ehemaligen Tonofenfabrik der Ofen- und Tonwarenfabrik C.H. Liermann errichtet. Es wurde im Jahre 2018 offiziell eingeweiht.

## Geschichte
Die Anfänge der Museumsgebäude reichen bis ins Ende des 19. Jahrhunderts: Der Architekt Carl Meurer ließ im Jahre 1896 im Auftrag von Carl Friedrich Liermann die Gebäude bauen. Schon zuvor hatte Christian Heinrich Liermann im Jahre 1854 die Ofen- und Tonwarenfabrik C.H. Liermann gegründet. Pro Jahr stellte die Fabrik mehr als hundert Jahre lang rund 3000 Kachelöfen her, bis im Jahre 1957 die Produktion eingestellt wurde. Zum Beginn der 2000er Jahre wurden die Räume der Gebäude als Büro- und Lagerräume genutzt. Im Jahre 2014 entstanden die ersten Pläne zur Einrichtung des Stadtmuseums. Im Februar 2018 wurde das Museum von der Stadt offiziell eröffnet.

## Standorte

### Tonofenfabrik
Das Museum Tonofenfabrik ist in drei Stockwerke mit mehreren Epochen aufgeteilt.
- Untergeschoss: Hier wird die städtische Vorgeschichte gezeigt; unter anderem die Römerzeit und das Früh- sowie Hochmittelalter.[4]
- Erdgeschoss: Hier sind städtische Exponate vom Spätmittelalter bis zum 20. Jahrhundert ausgestellt.[4]
- Erstes Obergeschoss: In dieser Ausstellung geht es unter dem Titel „Lahr und die Industrie“ um die etwa hundertjährige Industriegeschichte der Stadt bis zur Gegenwart.[4]

### Römeranlage
Das Lahrer Streifenhaus ist eine Nachbildung eines römischen Hauses, das im Jahre 2018 im Rahmen der Landesgartenschau Lahr/Schwarzwald 2018 eröffnet wurde. In den 1990er Jahren wurden bei den archäologischen Ausgrabungen bis zu 200.000 Fundobjekte entdeckt. Die Ausgrabungen wurden durch ein Team der Universität Freiburg im Breisgau durchgeführt.

## Veranstaltungen
Bekannt ist das Museum auch für seine Veranstaltungsreihen Kulturstammtisch und Museumsbar.